# Стеван Хорват
Стеван Хорват (Светозар Милетић, 7. октобар 1932 — Суботица, 28. мај 2018) био је српски рвач, освајач сребрне медаље на Олимпијским играма 1968. године.

## Биографија
Рођен је у Светозар Милетићу 1932. године у сиромашној породици на салашу. Рано је завршио столарски занат. Почео је каријеру рвача грчко-римског стила у суботичком Спартаку. Године 1950. прелази у београдски Партизан где је завршио спортску каријеру која је трајала готово 25 година.
Био је члан репрезентације Југославије. У Југославији је био непобедив 20 година. Освајао је првенство државе 15 пута. Био је првак Балкана четири пута, а првак Медитерана два пута.
Светско првенство освајао је два пута, а четири пута био је вицешампион света. Сребрну олимпијску медаљу освојио је у Мексику 1968. године. Проглашен је за најбољег рвача Југославије 20. века, а 2000. године проглашен је за „Спортисту века” Војводине. Био је тренер рвачке репрезентације СФРЈ.
На Факултету за физичко васпитање био је професор борилачких спортова 22 године. Своје медаље и дипломе поклонио је Музеју спорта Факултета за физичко васпитање. За заслуге у спорту одликован је са више ордена и медаља. Добитник је Октобарске награде Београда.
Био је ожењен са Маргитом и имају два сина. Преминуо је 28. маја 2018. године у Суботици.